# Autoserica runsorica
Autoserica runsorica är en skalbaggsart som beskrevs av Hermann Julius Kolbe 1914. Autoserica runsorica ingår i släktet Autoserica och familjen Melolonthidae. Inga underarter finns listade.